# Tyranny of Souls
Tyranny of Souls es un álbum de heavy metal publicado en el 2005 por Bruce Dickinson. La carátula representa un dibujo del artista Hans Memling. Es el primer disco de Bruce en solitario desde que se unió nuevamente a Iron Maiden en 1999.
Nuevamente el guitarrista y productor Roy Z se hizo cargo de las guitarras y parte de la composición.

## Lista de canciones
1. "Mars Within" – 1:41
2. "Abduction" – 3:52
3. "Soul Intruders" – 3:54
4. "Kill Devil Hill" – 5:09
5. "Navigate the Seas of the Sun" – 5:53
6. "River of No Return" – 5:15
7. "Power of the Sun" – 3:31
8. "Devil on a Hog" – 4:03
9. "Believil" – 4:52
10. "A Tyranny of Souls" – 5:54

## Personal
- Bruce Dickinson - Voz
- Roy Z - Guitarra
- David Moreno - Batería
- Ray "Greezer" Burke - Bajo